# 拉布普拉
拉布普拉（Rabupura），是印度北方邦Gautam Buddha Nagar县的一个城镇。总人口13024（2001年）。

## 人口
该地2001年总人口13024人，其中男性6963人，女性6061人；0—6岁人口2469人，其中男1341人，女1128人；识字率42.76%，其中男性为53.63%，女性为30.28%。